# Inanidrilus triangulatus
Inanidrilus triangulatus är en ringmaskart som beskrevs av Erséus 1984. Inanidrilus triangulatus ingår i släktet Inanidrilus och familjen glattmaskar. Inga underarter finns listade i Catalogue of Life.